# Antarctopelta oliveroi
Antarctopelta oliveroi ("Olivieros antarktiska sköld") är en art av dinosaurier som tillhör släktet Antarctopelta, en medelstor ankylosaurie från yngre krita i det som idag är Antarktis. Den blev inte längre än 4 meter lång. Det enda kända exemplaret grävdes fram på James Ross Island år 1986, vilket gjorde den till den första dinosaurie som någonsin hittats på Antarktis. Dock är exemplaret den andra dinosaurien från kontinenten som formellt namngivits. Antarctopelta skulle ha kunnat likna sin släkting Silvisaurus condrayi.

## Namngivning
Antarctopelta fick sitt namn av de argentinska paleontologerna Leonardo Salgado och Zulma Gasparini år 2006. Namnet har sitt ursprung i namnet på kontinenten släktet hittades på, nämligen Antarktis. Namnet Antarktis kommer från de grekiska orden αντ/ant, som betyder 'motsats till', och αρκτος/arktos,som betyder 'björn' i betydelsen 'norr' kom via "riktningen av Stora björnen och Lilla björnen". Grekiskans πελτε/pelte, som betyder 'sköld', syftar på djurets kroppspansar och är vanligt i ankylosauriers namn. Det finns en art, A. oliveroi, vars namn hyllar den argentinske geologen Eduardo Oliviero, upptäckaren av holotypen. Oliviero har arbetat i Antarktis i decennier med geologi och paleontologi.

## Exemplaret
Holotypen och det enda kända exemplaret (MPL 86-X-28-1, Museo de La Plata) samlades in över en area av 6 m² under flera fältsäsonger. Detta material antas ha tillhört en enda individ. Denna individ består av en ej fullständig vänster underkäke med en tand in situ samt tre lövformade, asymmetriska lösa tänder. Dessa tänder liknar nodosauriernas och är proportionellt lika stora som hos andra ankylosaurier, med en storlek på upp till 10 millimeter tvärsöver. Detta kan jämföras med den mycket större nordamerikanska Euoplocephalus, som var 6-7 m lång och hade tänder med en storlek på bara 7,5 millimeter tvärs över. Man har även funnit ett antal fragment efter ett kranium. Detta kranium var tungt bepansrat, och den hade en benknapp, en så kallad supraorbital, ovanför ögonen som skydd. Resten av skelettet bestod av nackkotor, fragment av åtta revben, två ryggkotor, åtta fragmentariska svanskotor, vänster Cavitas glenoidalis (del av skulderbladet), ett fragment av höger tarmben, fragment av nedre delen av vänster lårben, fem fotben samt två tåben.

### Benpansar
Tillsammans med fossilet har man även funnit osteodermer (benknappar och liknande) som representerar sex olika typer av läderhudspansar. Dessa var 1) större avsmalnande, tagglika knappar samt 2) ovala plattliknande knappar med en ojämn ytstruktur, som skyddade nacken hos nodosaurider som Edmontonia rugosidens. De övriga osteodermerna var 3) plattlika bitar med slät ytstruktur, 4) sköldformade bitar med en köl på ovansidan, 5) månghörnade knappar med ojämn struktur samt 6) små (mindre än 5 mm i diameter) knappar som tillsammans kan ha bildat en stor sköld över höften, så som hos Sauropelta. De små knapparna hittades också sammansmältna med revbenen, och tillsammans med större knappar kan de ha skyddad flankerna. Få av dessa sex sorters osteodermer hittades direkt tillsammans med fossilet, och därmed vet man inte vad de innehade för plats på kroppen. Dessa osteodermer kan ha bildat basen till taggar av hornämnen.

### Möjlig svansklubba
Man har även hittat kotor från varje sektion av svansen. Dock har svansspetsen inte fossiliserats, men några av de mindre kotorna fanns utplacerade i närheten och förknippas med sammansmältna senor på över- och undersidan. Hos ankylosaurider innebär dessa senor hjälp till att göra svansen stelare så att den kan bära upp en stor vikt i form av en svansklubba. Dock har man ännu inte hittat någon sådan klubba tillhörande Antarctopelta.

## Klassificering
Antarctopelta delar flera drag med både ankylosaurider och nodosaurider, vilket gör det väldigt svårt att tilldela den en plats i någon av familjerna. Därmed har man bestämt den som en Ankylosauria incertae sedis. Tidigare arbeten föreslår att ankylosaurien från James Ross Island representerade ett ungdjur, men detta kan motbevisas med att ryggkotorna hos Antarctopelta visar en fullständig sammansmältning av utskott och centra. Ett ungdjur förväntas ha synliga stygn mellan ben och kanske till och med fullkomliga separationer mellan benen. Dessutom visar preliminära histologiska analyser av flera revben och tåben den inre benstruktur som ett ungdjur inte borde ha bildat än. Detta gör därmed tydligt att holotypen är ett fullvuxet djur eller åtminstone i närheten av detta stadium (Salgado & Gasparini, 2006).

## Historia
Holotypen samlades in i Santa Marta-formationen (nyckelfossiler som ammoniter föreslår att klipporna avlagrades under yngre campanian, runt 77 till 71 miljoner år sedan), ungefär 90 meter från Gamma Member-basen. Santa Marta-formationen avlades i en grund marin miljö, och man har också hittat bevarade marina fossil så som hajtänder, rester av mosasaurien Lakumasaurus antarcticus samt ryggradslösa djur som musslor, snäckor och ammoniter. 
Detta exemplar av Antarctopelta hittades ursprungligen av de argentinska geologerna Eduardo Olivero och Roberto Scasso i januari 1986 på James Ross Island, en ö belägen nära den antarktiska halvön, och var den första dinosaurien som någonsin hittats på Antarktis. Mycket av skelettet var i dåligt skick då många av benen närmast jordytan hade nötts ned av konstant mekanisk vittring. Trots att den hittades under mitten av 80-talet företogs ingen formell beskrivning och namngivning av släktet förrän tjugo år senare, år 2006, vilket gör den till det andra namngivna släktet av dinosaurier från Antarktis (det första var theropoden Cryolophosaurus som namngavs år 1993). Bistert antarktiskt väder gjorde insamlandet och identifierandet av Antarctopeltas rester svårt och fältarbetet tog över ett decennium.

## Levnad
Trots att fynd av Antarctopelta gjorts i avlagringar efter havsbotten var den, så som alla andra ankylosaurier, ett landlevande djur. Andra ankylosaurier har också hittats i marina sediment, vilket troligen är en orsak till att det tomma skalet sköljdes ut i havet.
Att man skulle ha funnit en dinosaurie på Antarktis var omöjligt att föreställa sig innan det gjordes, för under dinosauriernas tid låg kontinenten inte mycket längre norrut än vad den gör idag. Även om kontinenten troligen var helt fri från glaciärer torde detta ha inneburit att vissa årstider varit relativt kyliga (även om klimatet över lag var varmare under Mesozoiska eran), och för att klara av det måste Antarctopelta och andra antarktiska dinosaurierna antingen ha varit varmblodiga (och på så vis kunde de överleva kallare temperaturer eller till och med snö), eller ha flyttat till varmare länder så som Sydamerika, som då satt ihop med den antarktiska halvön, James Ross Island medräknad. Dock har man inte gjort några fynd som kan styrka teorin om att ankylosaurier flyttat emellan de olika kontinenterna under årstiderna. Djur som Antarctpelta oliveroi skulle ha levat i skogar bestående av barrväxter och till och med lövträd. Trots den högre temperaturen borde vintern ha varit mörkare och kallare än sommaren.

## Fotnoter
1. ↑  Hammer, "Antarctic dinosaurs".
2. ↑  Salgado, L. & Gasparini, Z. 2006.
3. 1 2 3 4 5  Salgado, Leonardo; and Gasparini, Zulma (2006). "Reappraisal of an ankylosaurian dinosaur from the Upper Cretaceous of James Ross Island (Antarctica).". Geodiversitas 28 (1): 119-135.
4. ↑  Vickaryous, Matthew K..; Maryanska, Teresa; and Weishampel, David B. (2004). "Ankylosauria". The Dinosauria (Second Edition): 363-392. Ed. Weishampel, David B.; Dodson, Peter; and Osmólska, Halska. Berkeley: University of California Press.
5. 1 2  Olivero, Eduardo.; Gasparini, Zulma; Rinaldi, Carlos; and Scasso, R. (1191). "First record of dinosaurs in Antarctica (Upper Cretaceous, James Ross Island): paleogeographical implications". Geological Evolution of Antarctica: 617-622. Ed. Thomson, Michael R.A.; Crame, J. Alistair; and Thomson, Janet W. Cambridge: Cambridge University Press.
6. ↑  Gasparini, Zulma; Pereda-Suberbiola, Xabier; and Molnar, Ralph. E. (1996). "New data on the ankylosaurian dinosaur from the Late Cretaceous of the Antarctic Peninsula.". Memoirs of the Queensland Museum 39: 583-594.
7. ↑  Hammer, W.R., and W. J. Hickerson (1994). "A crested theropod dinosaur from Antarctica." Science, 264(5160): 828-830. May 6, 1994. (utdrag)
8. ↑  Horner, Jack R. (1979). "Upper Cretaceous dinosaurs from the Bearpaw Shale (Marine) of southcentral Montana, with a checklist of Upper Cretaceous dinosaur remains from marine sediments in North America.". Journal of Paleontology 53 (3): 566-577.
9. ↑  Carpenter, Kenneth; Dilkes, David; and Weishampel, David B. (1995). "The dinosaurs of the Niobrara Chalk Formation (upper Cretaceous, Kansas).". Journal of Vertebrate Paleontology 15 (2): 275-297.
10. ↑  Lee, Yuong-Nam (1996). "A new nodosaurid ankylosaur (Dinosauria: Ornithischia) from the Paw Paw Formation (Late Albian) of Texas.". Journal of Vertebrate Paleontology 16 (2): 232-245.
11. ↑  Huber, Brian T. (1998). "Tropical Paradise at the Cretaceous Poles?". Science 282 (5397): 2199-2200. DOI:10.1126/science.282.5397.2199